# Arenaria mons-cragus
Arenaria mons-cragus är en nejlikväxtart som beskrevs av Kit Tan och Sorger. Arenaria mons-cragus ingår i släktet narvar, och familjen nejlikväxter. Inga underarter finns listade i Catalogue of Life.